# Солянка (приток Малого Кинеля)
Солянка — река в России, протекает в Оренбургской области. Устье реки находится в 143 километрах от устья по левому берегу реки Малый Кинель. Общая протяжённость реки — 15 километров.

## Данные водного реестра
По данным государственного водного реестра России относится к Нижневолжскому бассейновому округу, водохозяйственный участок реки — Большой Кинель от истока и до устья, без реки Кутулук от истока до Кутулукского гидроузла, речной подбассейн реки — подбассейн отсутствует. Речной бассейн реки — Волга от верхнего Куйбышевского водохранилища до впадения в Каспий.
Код объекта в государственном водном реестре — 11010000812112100008296.